# Medal Virtus et Fraternitas

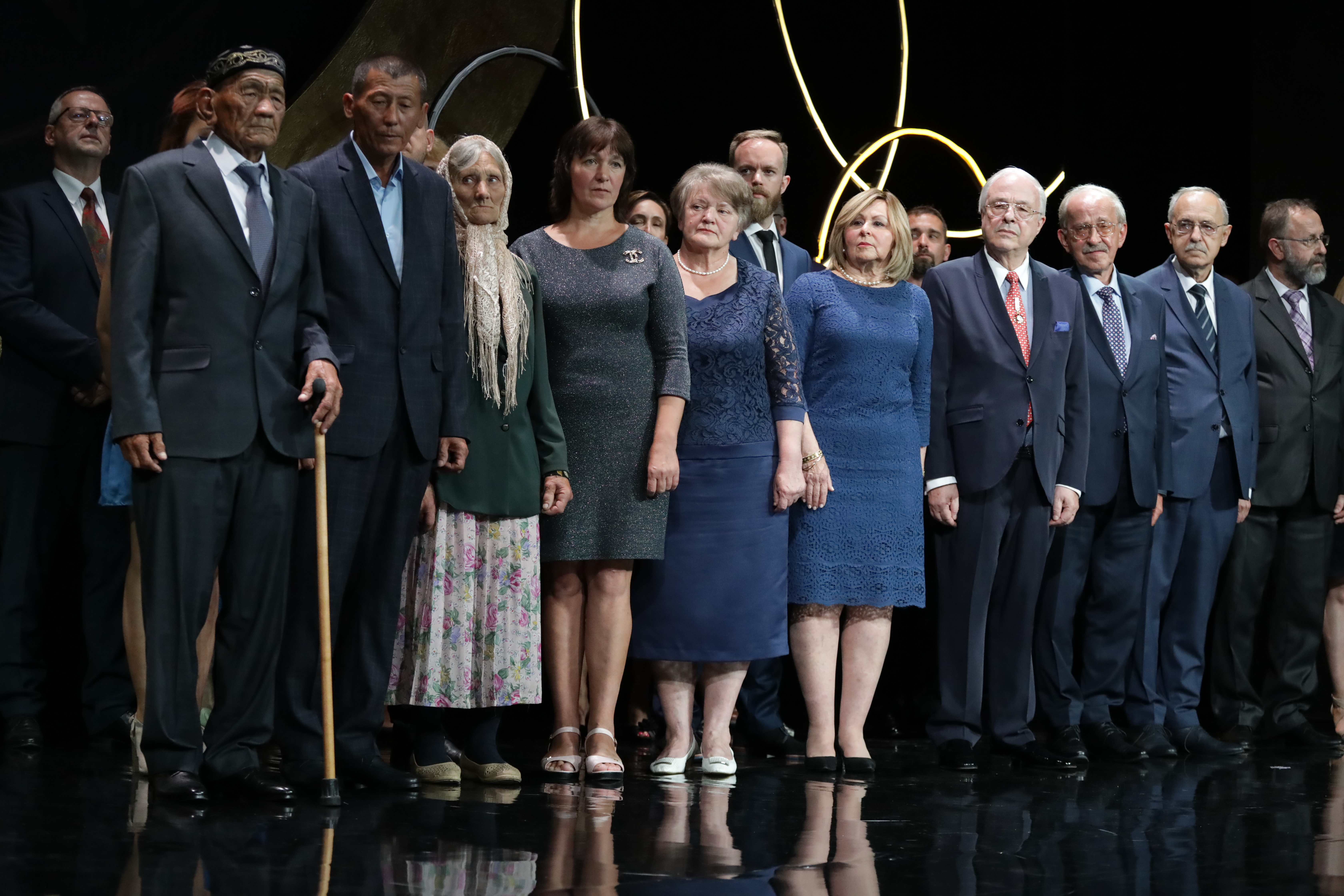
Odznaczeni Medalem Virtus et Fraternitas w 2019; m.in. Tassybaj Abdikarimow oraz
Ołeksandra Wasiejko

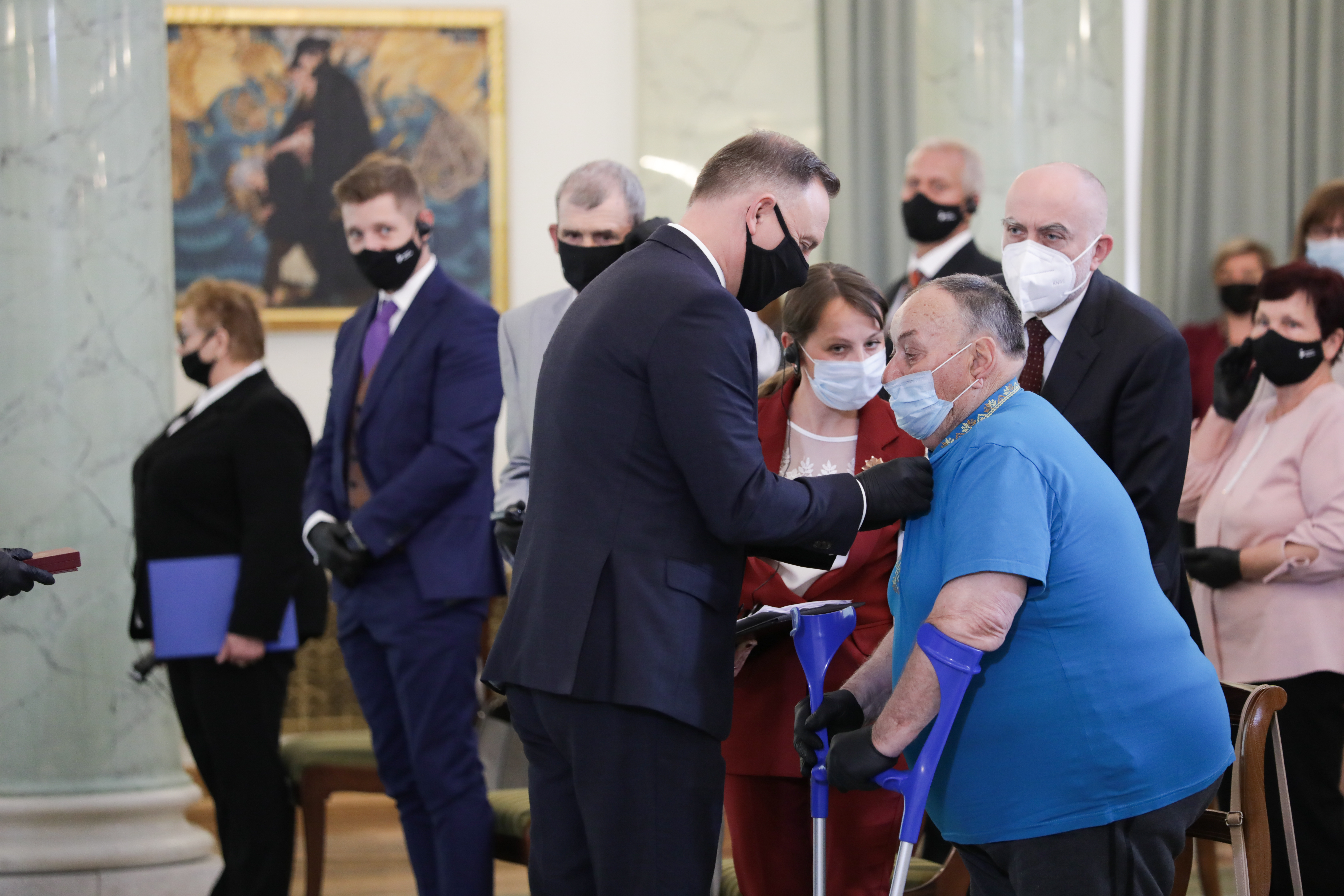
Prezydent Andrzej Duda odznacza Petra Hrudzewycza (2021)

Medal Virtus et Fraternitas (z łac. Męstwo i Braterstwo) – polskie państwowe odznaczenie cywilne ustanowione na mocy ustawy z dnia 9 listopada 2017 roku O Instytucie Solidarności i Męstwa.

## Charakterystyka
Medal jest nagrodą dla osób zasłużonych w niesieniu pomocy lub pielęgnowaniu pamięci o osobach narodowości polskiej lub obywatelach polskich innych narodowości będących ofiarami zbrodni sowieckich, nazistowskich zbrodni niemieckich, zbrodni z pobudek nacjonalistycznych lub innych przestępstw stanowiących zbrodnie przeciwko pokojowi, ludzkości lub zbrodnie wojenne, w okresie od 8 listopada 1917 do 31 lipca 1990. Do otrzymania medalu nie mają prawa osoby, które uczestniczyły w ww. zbrodniach. 
Medal nadaje Prezydent Rzeczypospolitej Polskiej na wniosek Dyrektora Instytutu Solidarności i Męstwa po uzyskaniu pozytywnej opinii Rady Pamięci ww. Instytutu; zaś w przypadku osób nieposiadających obywatelstwa polskiego lub zamieszkałych stale za granicą – dodatkowo po zasięgnięciu opinii ministra właściwego do spraw zagranicznych.

## Wygląd
Odznaką Medalu Virtus et Fraternitas jest okrągły, srebrzony i oksydowany medal o średnicy 36 mm, z wrzecionowatym uszkiem i kółkiem do zawieszenia. Na medalu umieszczony jest wypukły wizerunek orła państwowego, w otoku z majuskułowym, wypukłym napisem u góry VIRTUS ET FRATERNITAS (MĘSTWO I BRATERSTWO), a poniżej z dwiema wypukłymi, skrzyżowanymi, stylizowanymi gałązkami palmowymi. Na odwrotnej stronie medalu widnieje personifikacja Polonii – stylizowana postać kobiety w świetlistych zdobieniach sugerujących anielskie skrzydła, trzymająca w prawej ręce włócznię w kształcie włóczni św. Maurycego, a w lewej wieniec laurowy. W otoku umieszczony jest wypukły, majuskułowy napis będący cytatem słów Jana Pawła II: CZŁOWIEKA TRZEBA MIERZYĆ MIARĄ SERCA.
Medal zawieszony jest na purpurowej, rypsowej wstążce szerokości 36 mm, z dwoma złocistymi prążkami szerokości 4 mm, umieszczonymi w odległości 4 mm od brzegów wstążki.

## Odznaczeni
Pierwsze nadania medalu miały miejsce 19 czerwca 2019 r. Otrzymali je wówczas:
- Tassybaj Abdikarimow
- Ołeksandra Wasiejko
- Chaim Eiss
- Zinaida Giergiel
- Anatolij Giergiel
- Władysław Konopczyński
- Juliusz Kühl
- Aleksander Ładoś
- Władysława Nagórka
- Antoni Nagórka
- Konstanty Rokicki
- Stefan Ryniewicz
- Adolf Henryk Silberschein
- Lóránd Utassy

Drugie wręczenie medali odbyło się podczas gali 2 czerwca 2021 r. w Pałacu Prezydenckim w Warszawie. Otrzymali je:
- Maria Bazeluk
- Petro Bazeluk
- Ecaterina Caradja
- Petro Hrudzewycz
- Jenő Etter
- Anna Jelínková
- Jan Jelínek
- Jozef Lach
- Žofia Lachová

Podczas trzeciej gali wręczenia medali 15 czerwca 2022 r. w Belwederze w Warszawie uhonorowani zostali: 
- Raymond Voegeli
- Marie Gorius
- Eugène Gorius
- Rosalie Fogel
- Jeanine Humbert
- Léon Humbert
- Hélène Pionstka
- Peter Fraser
- Janet Fraser
- Aristides de Sousa Mendes
- César de Sousa Mendes
- Pedro Correia Marques
- Ján Klinovský
- Julien Bryan
- Paul Super
- Elna Gistedt-Kiltynowicz
- Kateryna Bojmistruk
- Fedor Bojmistruk
- Mychajło Susła
- Józsefné Margit Károlyi
- Edith Weiss
- Erzsébet Szapáry
- Antal Szapáry

20 grudnia 2022 r. zostali udekorowani:
- Ilona Andrássy de Csíkszentkirály et Krasznahorka
- Trofim Danieluk
- Zinaida Samczuk
- Hanna Skakalska (1905–1987)
- Hanna Skakalska (1887–1966)
- Musij Skakalski

6 lipca 2023 r. zostali udekorowani:
- Semen Biliczuk
- Ustyna Kowtoniuk
- Sawa Kowtoniuk
- Paraskewa Padlewska
- Lubow Parfeniuk
- Anton Parfeniuk
- Piotr Parfeniuk
- Oksana Karpiuk
- Jewhenia Bondaruk
- Prokop Bondaruk
- Anastasija Koreń
- Mykoła Koreń
- Sofia Kyc
- Pawło Kyc
- Herasym Łukiańczuk
- Wołodymyr Kryżuk

17 grudnia 2024 r. zostali udekorowani:
- Martha Gammer(inne języki)
- Rudolf Anton Haunschmied
- Etela Lacušová
- Oto Ludvig
- Berta Ludvigová
- Helena Vargová
- Ferdinánd Leó Miklósi(inne języki)
- Walborg Svensson Bernacka
- Alfred Iversen
- Aud Valla